# Regensdorf
Regensdorf este o comună în cantonul Zürich, Elveția. Se află la o altitudine de 443 m deasupra nivelului mării. Are o suprafață de 14,62 km². Populația este de 18.253 locuitori, determinată în 2017.